# Jugoslávská 1. armáda
Jugoslávská 1. armáda (srbsky Прва југословенска армија) byla polní armáda Jugoslávského království během druhé světové války. Byla součástí jugoslávské druhé skupiny armád. Během invaze do Jugoslávie bránila východní část jugoslávských hranic, v oblasti okolo města Subotica. V tomto střetnutí čelila maďarské 3. armádě. Maďarský útok započal až v polovině dubna 1941, po pádu Bělehradu. 17. dubna 1941 se jugoslávská královská armáda jako celek bezpodmínečně vzdala a jugoslávská 1. armáda přestala existovat.